# Jerzy Podbrożny
Jerzy Podbrożny (Przemyśl, 17 dicembre 1966) è un ex calciatore polacco, di ruolo attaccante.

## Palmarès

### Club
- Campionato polacco: 3

Lech Poznan: 1991-1992, 1992-1993
Legia Varsavia: 1994-1995
- Coppa di Polonia: 1

Legia Varsavia: 1994-1995
- Supercoppa di Polonia: 2

Lech Poznan: 1992
Legia Varsavia: 1994
- Lamar Hunt U.S. Open Cup: 1

Chicago Fire: 1998
- Campionato MLS: 1

Chicago Fire: 1998

### Individuale
- Capocannoniere del campionato polacco: 2

1991-1992 (20 gol), 1992-1993 (25 gol)